# Витим (радиолокационная станция)
«Витим» — российский проект стационарной надгоризонтной радиолокационной станции большой дальности дециметрового диапазона волн. Позиционируется как средство непрерывного контроля воздушно-космической обстановки. Обеспечивает обнаружение, сопровождение и классификацию баллистических, космических и аэродинамических объектов.
Определяет координаты и параметры движения баллистических ракет, ГЧ, ИСЗ и АДЦ, проходящих через зону наблюдения; классификация сопровождаемых целей по признакам «БР», «ИСЗ» (искусственных спутников земли), «АДЦ» (аэродинамических целей).
Это обнаружение, сопровождение, определение характеристик излучения, параметров траектории и районов падения источников активных помех, излучающих в рабочем радиолокационном диапазоне РЛС «Витим», а также формирование типовых сообщений и выдачу потребителю информации об обнаруженных и сопровождаемых целях и об источниках помех.